# Dÿse
Dÿse ist ein deutsches Noise-Rock-Duo.

## Geschichte
Der Chemnitzer Gitarrist Andrej Dietrich und der Schlagzeuger Jarii van Gohl aus Jena lernten sich 2003 im Amsterdamer Dysecatmotel kennen und fassten dort den Entschluss, eine gemeinsame Band zu gründen. Unter dem Namen Dÿse spielen die beiden Musiker einen Mix aus Rock, Metal, Punk, Pop, Jazz und Blues. Die Gitarre läuft dabei über mehrere Gitarren- und Bassverstärker. Die zu zweit gesungenen Texte des Duos sind mehrsprachig, vor allem jedoch in Deutsch und Englisch verfasst.
Für das 2021 erschienene Album Widergeburt lud sich die Band erstmals für jeden Song einen anderen befreundeten Gastmusiker ein, der den E-Bass einspielte. Es kam zu Kollaborationen unter anderem mit Alexander Dietz (Heaven Shall Burn), Jonas Pfetzing (Juli), Till Brummer (Kraftklub), Torsten Scholz (Beatsteaks), Oliver Riedel (Rammstein) und Benjamin Heps (Vizediktator).
Neben Auftritten in Europa, Asien und den USA waren Dÿse auch auf Festivals wie Incubate, Olgas Rock, Desertfest, Krach am Bach, Eurosonic Noorderslag, Free & Easy Festival und Open Flair Festival zu sehen. Die Band spielte unter anderem als Vorband bei den Beatsteaks und Die Ärzte.

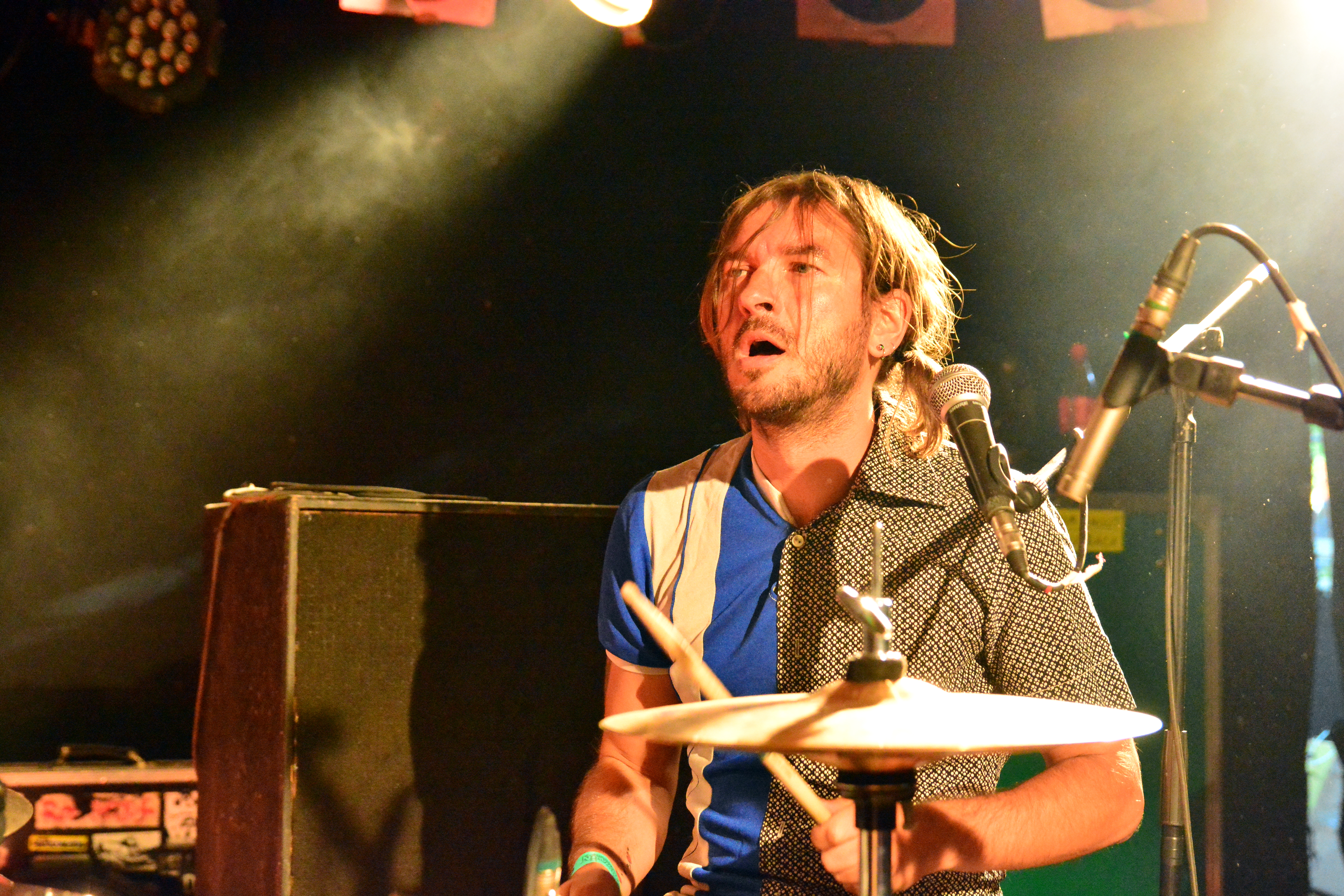
Jarii van Gohl
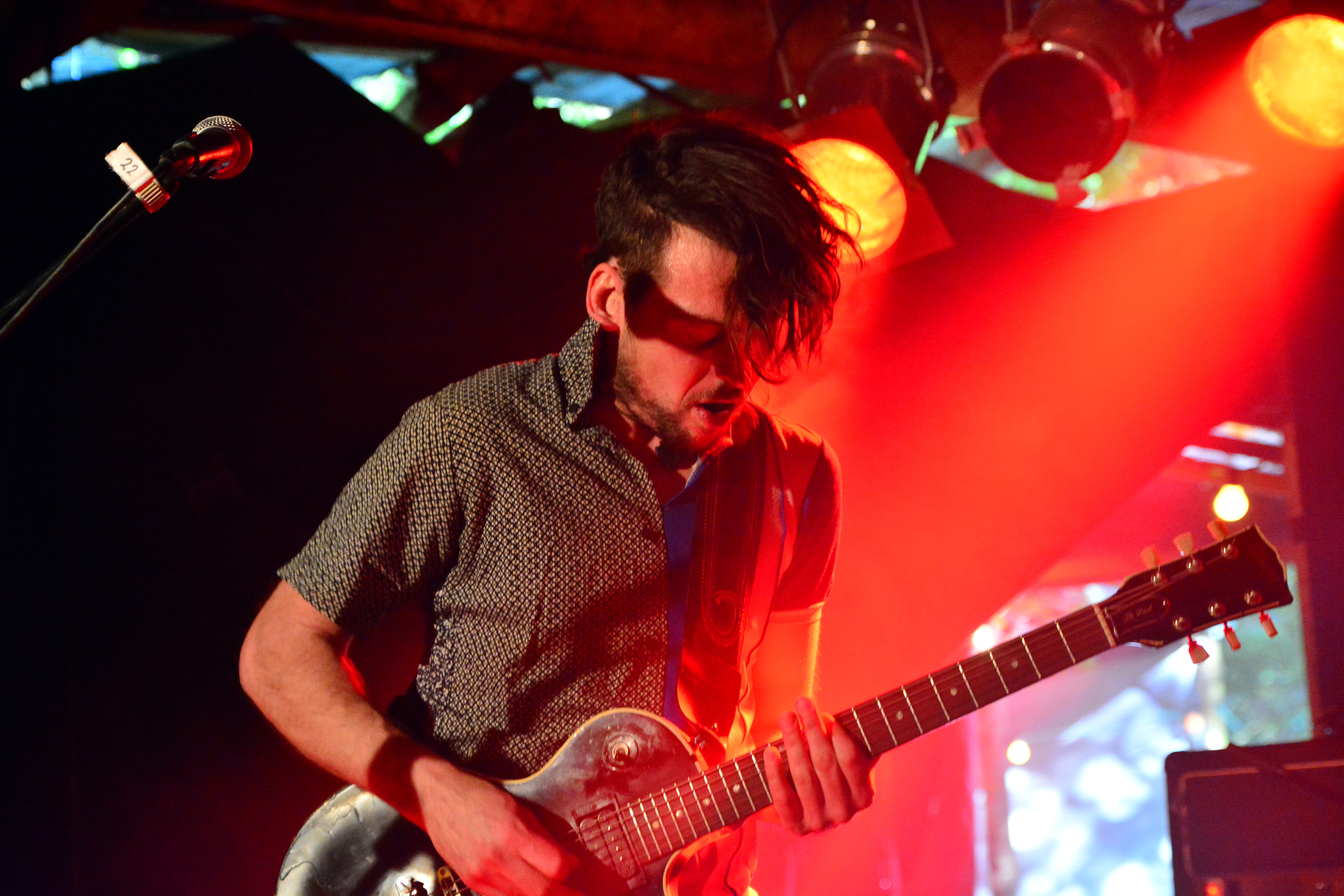
Andrej Dietrich

## Diskografie

### Alben
- 2006: Dÿse (Exile on Mainstream Records)
- 2009: Lieder sind Brüder der Revolution (Exile on Mainstream Records)
- 2014: Das Nation (Cargo Records)
- 2016: Single Compilation (Major Label)
- 2021: Widergeburt (Cargo Records)

### Singles und EPs
- 2004: Honig
- 2005: Aga Ragnag
- 2006: Houthakkertje
- 2009: Plaste (Discorporate Records)
- 2010: Major Label Split Serie Vol. 2 (Split-Single mit der Band Goldner Anker)
- 2013: Sag Hans zu mir (Major Label)
- 2014: Du musst Dÿse werden feat. Farin Urlaub (Cargo Records)
- 2017: Bonzengulasch
- 2021: Laicos Neidem
- 2021: Höllenjunge
- 2021: Alles ist meins feat. Farin Urlaub
- 2022: Der Haifisch die Zähne
- 2022: Norbert hat Angst (Krakenduft Records)